# كونسيويلو كاستانيدا
كونسيويلو كاستانيدا هي مصممة ورسامة ومصورة وفنانة كوبية، ولدت في 1958 في هافانا في كوبا.